# 新潟県立高田北城高等学校
新潟県立高田北城高等学校（にいがたけんりつ たかだきたしろこうとうがっこう、英: Niigata Prefectural Takada Kitashiro High School）は、新潟県上越市北城町にある県立高等学校。通称は「北城（きたしろ）」。

## 概要
- 上越地域全域から生徒が通学している。
- 元々女子校だった経緯から女子の割合が多い。
- 部活動も比較的盛んに行われている。
  - 女子バスケットボール部は1965年（昭和39年）に、女子ソフトテニス部は1964年（昭和38年）に、それぞれ全国大会優勝を成し遂げている。
  - 吹奏楽部はマーチングバンドとしての活動も行なっており、1990年代には全日本マーチングコンテスト全国大会に3度出場した。

## 設置学科
- 普通科
- 生活文化科（2年次から下記の2コースに分かれる）
  - 食物コース
  - 福祉コース

## 沿革

### 経緯
1900年（明治33年）に中頸城郡立高田高等女学校として開校。県内の女子中等教育機関としては新潟県高等女学校（現 新潟県立新潟中央高等学校 同年4月設立）に次いで2番目の設立である。1975年（昭和50年）普通科が男女共学となるが現在も女子の割合がやや多い。（毎年およそ男女比1対2）生徒のほとんどは進学している。

### 年表
- 1900年（明治33年）- 中頸城郡立高田高等女学校として開校。
- 1907年（明治40年）4月1日 - 新潟県に移管し、校名を新潟県立高田高等女学校と改称[1]。
- 1922年（大正11年）- 制服制定。
- 1925年（大正14年）- 校歌制定。
- 1948年（昭和23年）- 新制高等学校となり、校名を新潟県立高田女子高等学校と改称（全日制普通科、定時制普通科設置）。
- 1950年（昭和25年）- 校名を新潟県立高田北城高等学校と改称し、全日制家庭科課程設置（被服科、食物科）設置。
- 1963年（昭和37年）- 校舎改築起工式。
- 1970年（昭和45年）- 定時制課程廃止、校舎竣工記念式典。
- 1975年（昭和50年）- 普通科で男女共学開始。
- 1977年（昭和52年）- 新校歌（現校歌）完成。
- 1980年（昭和55年）- 旧校歌歌碑建立（創立80周年記念事業）。
- 1986年（昭和61年）- 北校舎大規模修理。
- 1989年（平成元年）- 野球場（多目的グラウンド）竣工。
- 1995年（平成7年）- 食物科・被服科を募集停止し、生活文化科に学科改編。

## 部活動
- 運動部 - 陸上競技、野球、バスケットボール（男・女）、バレーボール（女）、テニス（男・女）、ソフトテニス（女）、バドミントン（男・女）、ソフトボール（女）、卓球（男・女）、剣道（男・女）、新体操・体操、水泳
- 文化部 - 吹奏楽、合唱、茶道、華道、文芸、演劇、手芸、食物、写真、美術、書道、英語、軽音楽、映画

## 教育方針

### 教育目標
- 創造的な知性を深める
- 豊かな情操を養う
- 強健な身体を育てる
- 自主性、積極性を養う

## 校歌
作詞：谷川俊太郎、作曲：竹田由彦

## 主な出身者
- 杉みき子（児童文学作家）
- 高木郁乃（歌手）
- ワタナベ・コウ（裁縫家、漫画家、イラストレーター）
- 大塚いちお（イラストレーター、アートディレクター）
- 長谷川成人（神経科学者）

## アクセス・通学手段
- えちごトキめき鉄道妙高はねうまライン高田駅 徒歩20分
- 頸城自動車「北城町」停留所[3] 徒歩2分
- 自転車使用は許可制とし2km以遠またはクラブ等事情のある者

※原付、バイクは許可されていない。自転車通学は半径2km以内に住む生徒はクラブに加入すれば可。